# San José de las Matas
San José de las Matas è un comune della Repubblica Dominicana di 44.475 abitanti, situato nella Provincia di Santiago. Comprende, oltre al capoluogo, tre distretti municipali: El Rubio, La Cuestae e Las Placetas.